# 中華台北U18男子冰球代表隊
中華台北U18國家男子冰球隊為中華民國（台灣）的U18男子國家冰球隊，通常以中華台北名義參加國際比賽.

## 國際比賽
- 2008年世界U18冰球錦標賽：第三級A 第2名 (總排第37名)
- 2009年世界U18冰球錦標賽：第三級A 第3名 (總排第39名)
- 2010年世界U18冰球錦標賽：第三級A 第3名 (總排第39名)
- 2011年世界U18冰球錦標賽：第三級A 第2名 (總排第38名)
- 2012年世界U18冰球錦標賽：第三級 第5名 (總排第39名)
- 2013年世界U18冰球錦標賽：第三級 第3名 (總排第37名)
- 2014年世界U18冰球錦標賽：第三級 第3名 (總排第37名)
- 2015年世界U18冰球錦標賽：第三級 第4名 (總排第38名)
- 2016年世界U18冰球錦標賽：第三級 第5名 (總排第39名)
- 2017年世界U18冰球錦標賽：第三級 第3名 (總排第37名)
- 2018年世界U18冰球錦標賽：第三級A 第6名 (總排第40名)
- 2019年世界U18冰球錦標賽：第三級B 第1名 (總排第41名)
- 2020年世界U18冰球錦標賽：因新冠肺炎COVID-19取消
- 2021年世界U18冰球錦標賽：因新冠肺炎COVID-19取消
- 2022年世界U18冰球錦標賽：第三級A 第1名 (總排第31名)
- 2023年世界U18冰球錦標賽：第二級B 第3名 (總排第31名)
- 2024年世界U18冰球錦標賽：第二級B 第5名 (總排第33名)
- 2025年世界U18冰球錦標賽：第三級B 第3名 (總排第31名)

## 隊員名單
來自2017年世界U18冰球錦標賽第三級A組
| #  | 姓名   | 位置 | 生日           | 俱樂部       |
| -- | ------ | ---- | -------------- | ------------ |
| 1  | 侯大域 | GK   | 2000年9月23日  | 銀色野獸     |
| 2  | 楊孝儀 | F    | 1999年3月11日  | 颱 風        |
| 3  | 陳冠廷 | D    | 1999年10月14日 | 環球鯊魚     |
| 4  | 何肇恩 | D    | 1999年11月23日 | 黑 豹        |
| 5  | 李惟哲 | D    | 1999年6月22日  | 銀色野獸     |
| 6  | 王柏翔 | F    | 2000年11月20日 | 冰 人        |
| 7  | 鍾佳諺 | F    | 2001年11月5日  | 銀色野獸     |
| 8  | 許智鈞 | F    | 2001年12月10日 | Killer Whale |
| 9  | 陳俊文 | F    | 2000年6月19日  | 台灣巨人     |
| 10 | 鍾佳達 | F    | 1999年10月14日 | 中華民國     |
| 11 | 鍾勝緯 | GK   | 2001年7月30日  | 颱 風        |
| 12 | 楊承諭 | F    | 1999年3月24日  | 環球鯊魚     |
| 13 | 廖致皓 | D    | 2000年12月3日  | 銀色野獸     |
| 14 | 吳宇弘 | D    | 2001年4月14日  | 颱 風        |
| 15 | 林承翰 | F    | 1999年4月17日  | 台北狙擊手   |
| 16 | 林祐毅 | F    | 2000年7月2日   | 台北狙擊手   |
| 17 | 謝沐昕 | F    | 2000年3月9日   | 黑 豹        |
| 18 | 林煒翔 | D    | 1999年11月20日 | 台灣巨人     |
| 19 | 鄭閎元 | F    | 2000年3月30日  | 黑 豹        |
| 20 | 黃聖鈞 | GK   | 1999年5月4日   | 環球鯊魚     |
| 21 | 林 靖  | F    | 1999年4月10日  | 銀色野獸     |
| 22 | 郭祐宏 | F    | 1999年6月27日  | 台灣巨人     |
| 23 | 侯品丞 | D    | 1999年12月29日 | Dark Knight  |
| 24 | 李孟紘 | F    | 1999年9月14日  | 銀色野獸     |
| 25 | 忻暉祐 | GK   | 2000年7月11日  | 颱 風        |

## 外部連結
- 中華民國冰球協會